# 荣誉勋章：先锋
《荣誉勋章：先锋》是一款发布在Wii上的第一人称射击游戏，该游戏也是Wii平台上推出的第一款榮譽勳章系列游戏。

## 背景简介
玩家在游戏中扮演的角色是美国82空降师上等兵佛兰克∙基冈（Frank Keegan），为参与解放欧洲的战争，主人公带领他的士兵参与了从西西里岛的哈士奇行动（Operation Husky）直到德国纳粹的老巢学院行动（Operation Varsity）。玩家将亲身体验到佛兰克带领他的82空降师的伞兵队员们突入德军占领区，与德国纳粹的英勇搏斗，直至解放欧洲的二战全过程。